# پایگاه نیروی هوایی پاکستان در پیشاور
 پایگاه نیروی هوایی پاکستان در پیشاور (به انگلیسی: PAF Base Peshawar) یک فرودگاه نظامی است . این فرودگاه در کشور پاکستان قرار دارد .